# Tabaré Hackenbruch
Tabaré Hackenbruch Alberti (Canelones, 25 de novembre de 1928 - Canelones, 19 de juny de 2017) va ser un polític uruguaià pertanyent al Partit Colorado.

## Biografia
Després de la dictadura militar, Hackenbruch va ser elegit intendent municipal del departament de Canelones el 1984. El 1989 no va aconseguir la reelecció, en ser derrotat pel nacionalista José Andújar. Entre 1994 i 1995 va ser senador pel seu departament.
Durant les eleccions generals de novembre de 1994 va ser elegit per segona vegada intendent de Canelones, obtenint-ne la reelecció el maig de 2000. Les característiques de la seva gestió comunal, fortament resistides, van produir la victòria en les eleccions municipals de maig de 2005 del Front Ampli i del seu candidat Marcos Carámbula. Hackenbruch va deixar el càrrec en mans de Carámbula el juliol d'aquest any.
El 28 d'abril de 2006 es va instaurar en l'àmbit de la Junta Departamental de Canelones una Comissió Investigadora amb la comesa d'analitzar les diferents denúncies sobre suposades irregularitats produïdes durant l'últim govern municipal de Tabaré Hackenbruch.